# Diócesis de Bellary
La diócesis de Bellary (en latín: Dioecesis Bellaryensis y en inglés: Roman Catholic Diocese of Bellary) es una circunscripción eclesiástica de la Iglesia católica en India. Se trata de una diócesis latina, sufragánea de la arquidiócesis de Bangalore. Desde el 15 de marzo de 2008 su obispo es Henry D'Souza.

## Territorio y organización
La diócesis tiene 23 002 km² y extiende su jurisdicción sobre los fieles católicos de rito latino residentes en 5 distritos del estado de Karnataka: Bellary, Davanagere, Koppal, Gulbarga y Raichur.
La sede de la diócesis se encuentra en la ciudad de Bellary, en donde se halla la Catedral de San Antonio.
En 2020 en la diócesis existían 49 parroquias.

## Historia
La misión sui iuris de Bellary fue erigida el 15 de junio de 1928 con el breve Venerabilis frater del papa Pío XI, obteniendo el territorio de la diócesis de Hyderabad (hoy arquidiócesis de Hyderabad) y de la arquidiócesis de Madrás (hoy arquidiócesis de Madrás y Meliapor).
El 10 de marzo de 1949 la misión sui iuris fue elevada a diócesis con la bula Apostolica sedes del papa Pío XII.
Originalmente sufragánea de la arquidiócesis de Madrás, el 19 de septiembre de 1953 pasó a formar parte de la provincia eclesiástica de Bangalore.
El 24 de junio de 2005 cedió una parte de su territorio para la erección de la diócesis de Gulbarga mediante la bula Cum petitum esset del papa Benedicto XVI.

## Estadísticas
Según el Anuario Pontificio 2021 la diócesis tenía a fines de 2020 un total de 34 893 fieles bautizados.
| Año                                                                             | Población            | Población | Población      | Sacerdotes | Sacerdotes    | Sacerdotes    | Bautizados por sacerdote | Diáconos permanentes | Religiosos | Religiosos | Parroquias |
| Año                                                                             | Bautizados católicos | Total     | % de católicos | Total      | Clero secular | Clero regular | Bautizados por sacerdote | Diáconos permanentes | Varones    | Mujeres    | Parroquias |
| ------------------------------------------------------------------------------- | -------------------- | --------- | -------------- | ---------- | ------------- | ------------- | ------------------------ | -------------------- | ---------- | ---------- | ---------- |
| 1950                                                                            | 6595                 | 3 000     | 0.2            | 23         | 8             | 15            | 286                      |                      |            | 61         |            |
| 1959                                                                            | 10 262               | 6 000     | 0.2            | 17         | 7             | 10            | 603                      |                      |            | 91         | 12         |
| 1970                                                                            | 9344                 | 3 398 399 | 0.3            | 26         | 14            | 12            | 359                      |                      | 13         | 113        | 16         |
| 1980                                                                            | 14 936               | 5 150 000 | 0.3            | 38         | 30            | 8             | 393                      |                      | 9          | 149        | 21         |
| 1990                                                                            | 18 893               | 5 382 393 | 0.4            | 48         | 45            | 3             | 393                      |                      | 4          | 174        | 26         |
| 1999                                                                            | 25 104               | 6 113 504 | 0.4            | 62         | 51            | 11            | 404                      |                      | 11         | 206        | 43         |
| 2000                                                                            | 25 450               | 6 496 450 | 0.4            | 65         | 51            | 14            | 391                      |                      | 14         | 217        | 44         |
| 2001                                                                            | 25 702               | 6 617 902 | 0.4            | 65         | 52            | 13            | 395                      |                      | 13         | 203        | 44         |
| 2002                                                                            | 26 275               | 6 627 975 | 0.4            | 69         | 52            | 17            | 380                      |                      | 17         | 216        | 44         |
| 2003                                                                            | 26 445               | 6 671 245 | 0.4            | 74         | 52            | 22            | 357                      |                      | 22         | 218        | 44         |
| 2004                                                                            | 26 646               | 6 680 846 | 0.4            | 75         | 52            | 23            | 355                      |                      | 23         | 222        | 44         |
| 2006                                                                            | 26 328               | 4 142 000 | 0.6            | 79         | 58            | 21            | 333                      |                      | 21         | 176        | 41         |
| 2012                                                                            | 29 262               | 4 848 448 | 0.6            | 90         | 65            | 25            | 325                      |                      | 38         | 207        | 41         |
| 2015                                                                            | 30 718               | 6 172 289 | 0.5            | 100        | 67            | 33            | 307                      |                      | 73         | 253        | 47         |
| 2018                                                                            | 33 891               | 6 475 386 | 0.5            | 98         | 67            | 31            | 345                      |                      | 66         | 239        | 49         |
| 2020                                                                            | 34 893               | 6 625 835 | 0.5            | 114        | 71            | 43            | 306                      |                      | 85         | 223        | 49         |
| Fuente: Catholic-Hierarchy, que a su vez toma los datos del Anuario Pontificio. |                      |           |                |            |               |               |                          |                      |            |            |            |

## Episcopologio
- Ernesto Reilly, O.F.M. † (1928-1934 falleció)
- John Forest Hogan, O.F.M. † (10 de marzo de 1949-23 de septiembre de 1962 falleció)
- Ambrose Papaiah Yeddanapalli, O.F.M. † (10 de diciembre de 1963-6 de octubre de 1992 retirado)
- Joseph D'Silva † (6 de octubre de 1992-17 de noviembre de 2006 falleció)
- Henry D'Souza, desde el 15 de marzo de 2008